# Campus universitaire Vauban
Le campus universitaire Vauban, également appelé campus de « la Catho », est un campus universitaire situé dans le quartier Vauban-Esquermes de Lille, composé de plusieurs bâtiments, occupés principalement par les facultés de l'Université catholique de Lille depuis 1881.
Cet ensemble regroupe également les écoles et instituts de l'Université catholique de Lille (FUPL). Il forme avec les campus Wenov-Euratechnologies et de l'EDHEC à Roubaix, l'un des deux principaux campus de l'Université catholique de Lille.

## Historique
Au XIXe siècle, l'Université catholique de Lille s'installe dans des bâtiments de style néo-gothique établis sur les terrains récemment viabilisés à la suite de l'agrandissement de Lille de 1858. Il s'agissait d'une ancienne zone marécageuse assainie au cours des années 1860 entre la ville ancienne au nord-est, Wazemmes au sud-est et Esquermes au sud-ouest, dans laquelle un réseau de voies est tracé autour du boulevard Vauban. Ces bâtiments précédent d'une vingtaine d'années ceux de l'Université de l'État construits à la fin du XIXe siècle dans le quartier Saint-Michel après une période d'installation provisoire dans les locaux du lycée Faidherbe.
En 1885, l'École des Hautes Études Industrielles, l'actuelle École des Hautes études d'ingénieur (HEI) de l'Université catholique de Lille est fondée par le colonel Henri Arnould sur le campus universitaire Vauban.

## Implantations

### Hôtel académique
Le siège social et la présidence de l'université sont situés au sein de l'Hôtel académique au 60, boulevard Vauban, Lille. La faculté des lettres et sciences humaines (FLSH), ainsi que la faculté de théologie y sont également situées. L'aile Norbert Segard de l'Hôtel académique accueille des formations de l'école d'ingénieurs Junia (HEI, ISA, ISEN).

### Bâtiment Féron Vrau
La faculté de médecine et de maïeutique de Lille (FMM) et l'ISEA de l'Université catholique de Lille sont situés au sein du bâtiment Féron Vrau au 56 rue du Port, Lille. Le jardin botanique de l'Université y est également situé.

### Bâtiment Robert Schuman
La faculté de droit (FLD), la bibliothèque universitaire Vauban ainsi que la Maison des chercheurs sont situés au sein de l'Espace Robert Schuman au 58 rue du Port, Lille.

### Bâtiment Rizomm et l'Atrium
La faculté de gestion, économie et sciences (FGES) est située au sein d'un nouveau bâtiment nommé le Rizomm, au 41 rue du Port. À proximité du Rizomm est situé l'amphithéâtre Teilhard de Chardin et l'Atrium de l'École des hautes études d'ingénieur - Junia (HEI).

### Bâtiment Norbert Segard
Le siège de l'Institut supérieur d'agriculture de Lille - Junia (ISA) est situé au 2 rue Norbert Segard. La formation généraliste (statut étudiant et statut apprenti) y est entièrement localisée.

### Campus Saint-Raphaël
Au 83 boulevard Vauban, les bâtiments du campus Saint-Raphaël abritent l'ESPOL, l'ESTICE, l'ESPAS, l'Institut universitaire santé social (IU2S) et l'ISTC.

### Bâtiment Auber
Le bâtiment Auber abrite l'Institut catholique d'arts et métiers de Lille (ICAM), située à distance des autres bâtiments du campus, au 6 rue Auber, Lille.

## Galerie

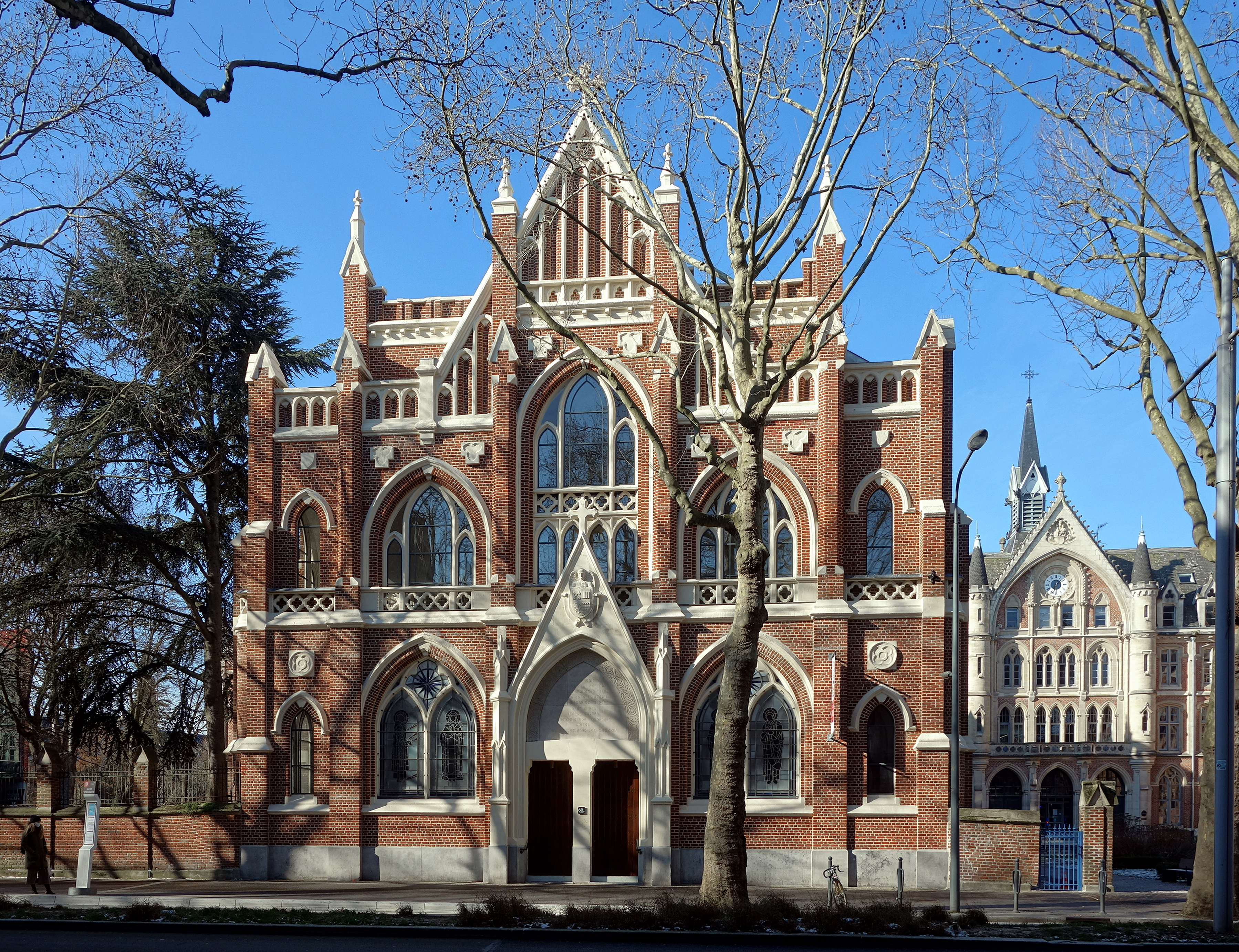
Façade de la chapelle de l'Université catholique de Lille en février 2021.
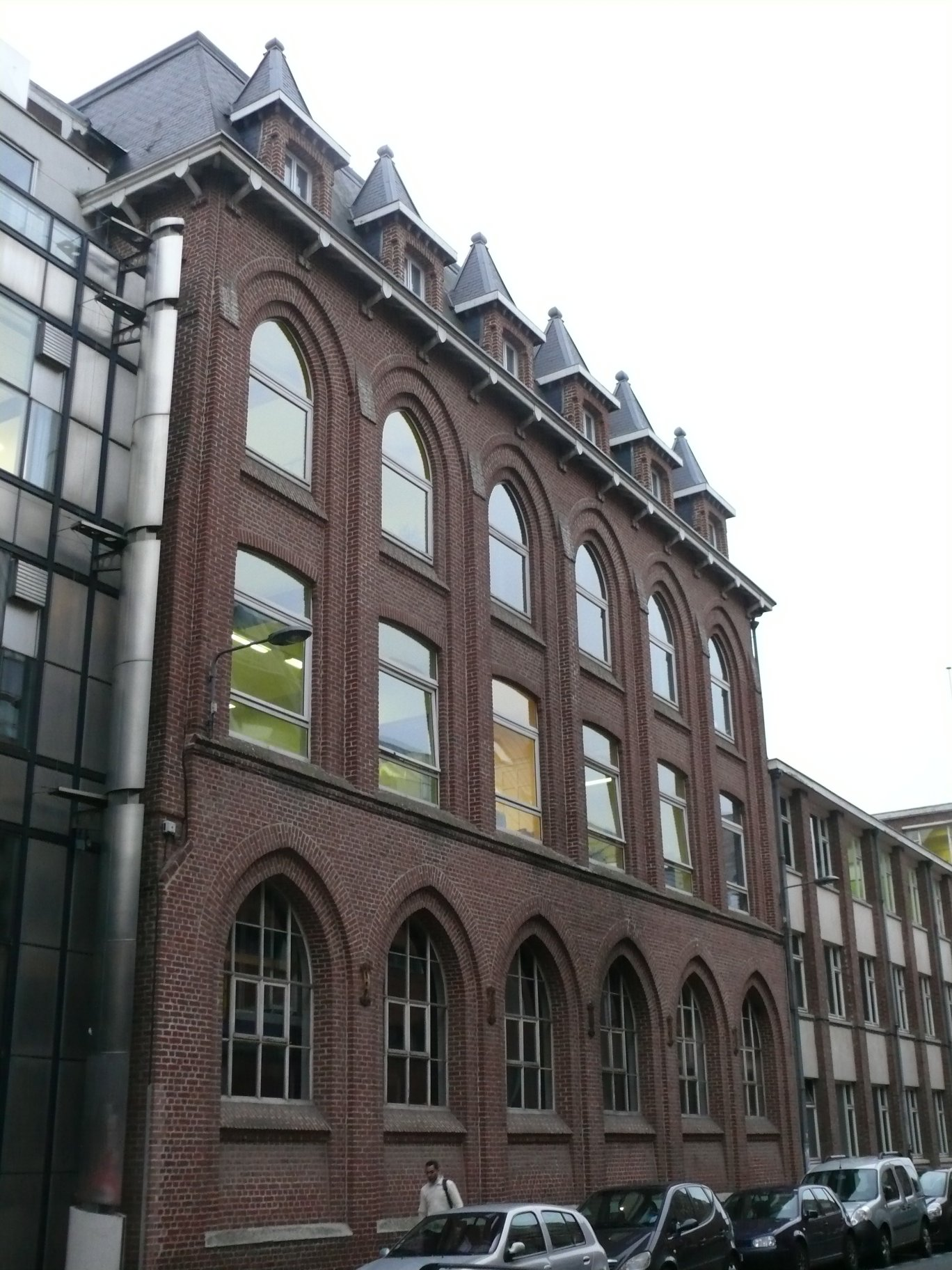
Façade de l'Université depuis la rue Norbert Ségard en 2012.
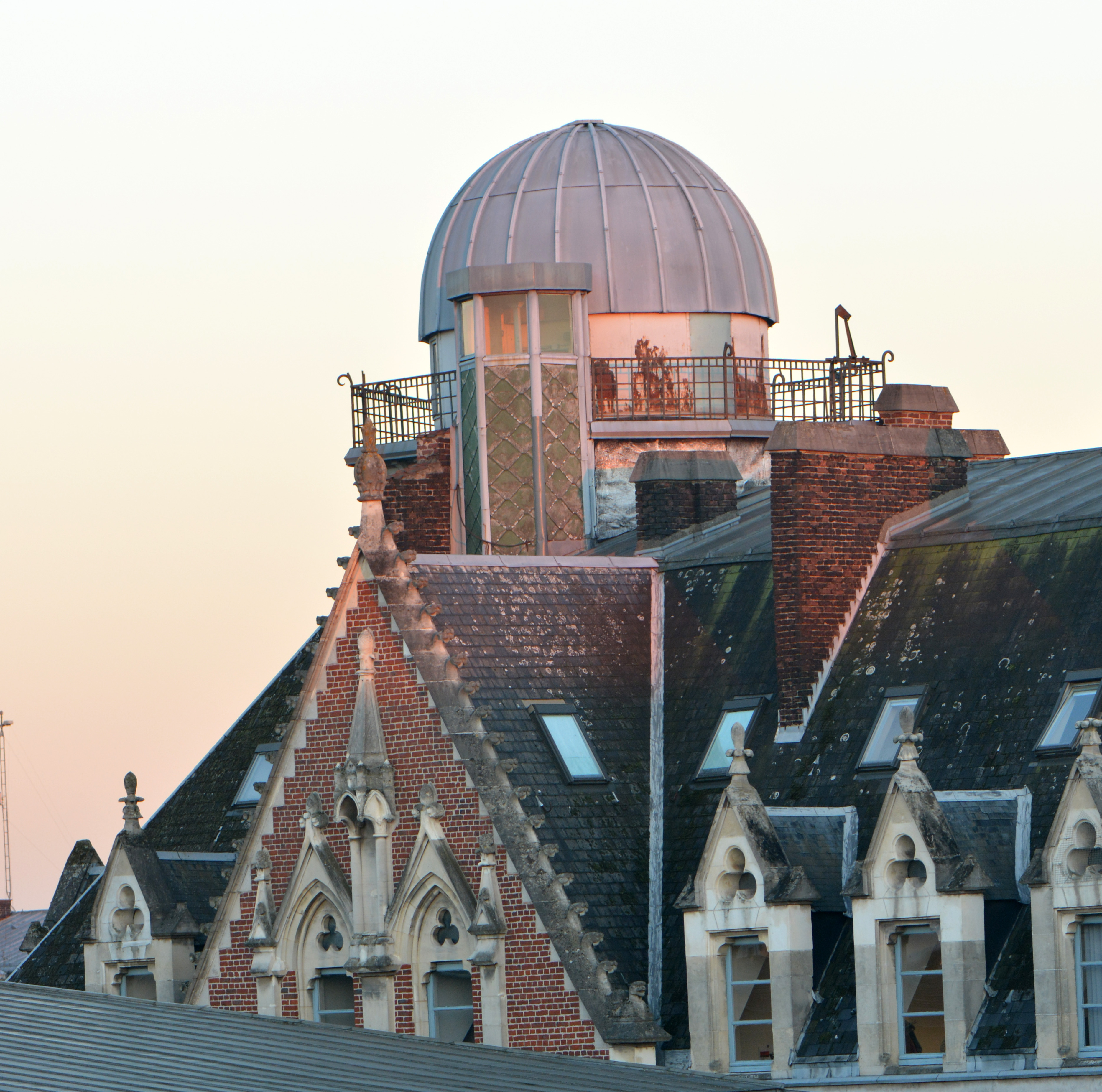
Coupole de l'observatoire astronomique de l'Université catholique de Lille en février 2017.
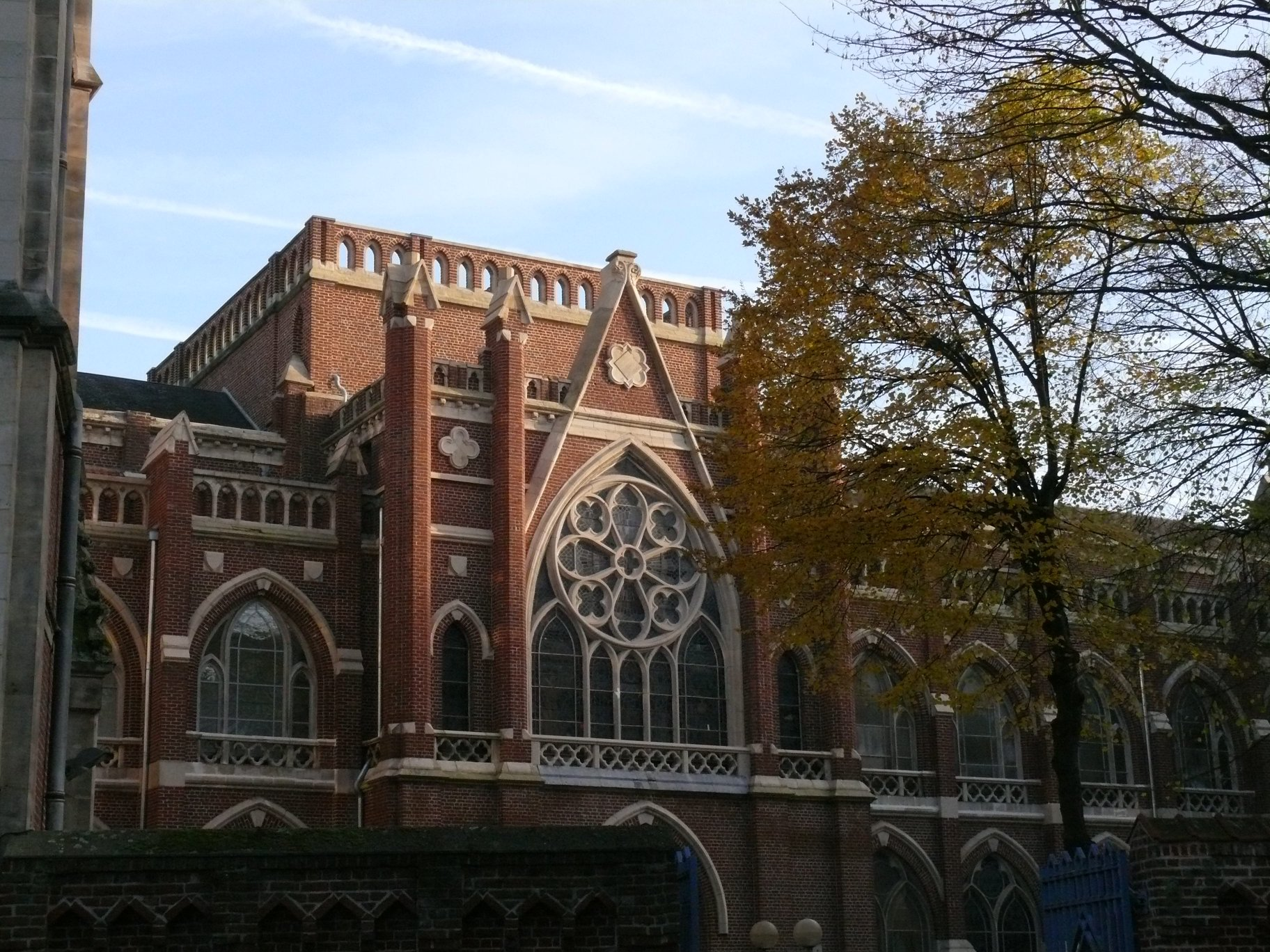
La chapelle de l'Université catholique de Lille en 2014.
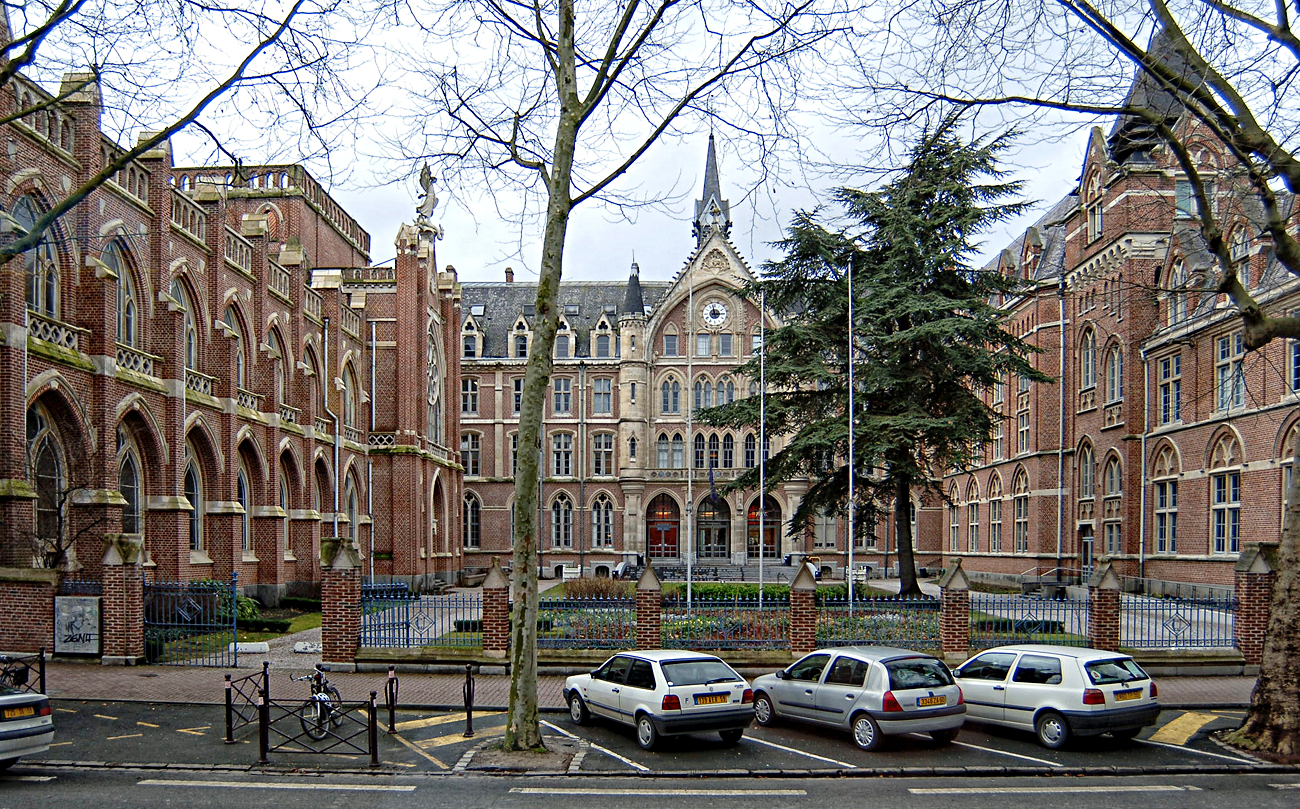
La cour d'honneur de l'Université catholique de Lille en 2006.

## Voir plus